# Asquins
Asquins település Franciaországban, Yonne megyében. Lakosainak száma 297 fő (2022. január 1.). Asquins Domecy-sur-le-Vault, Givry, Montillot, Saint-Père és Vézelay községekkel határos.

## Népesség
A település népességének változása:
| Lakosok száma | 300  | 293  | 308  | 294  | 295  | 291  | 287  | 285  | 297  |
|               | 2013 | 2015 | 2016 | 2017 | 2018 | 2019 | 2020 | 2021 | 2022 |